# Soera De Resurrectie
Soera De Resurrectie is een soera van de Koran.
De soera is vernoemd naar de eerste en de zesde aya, waarin gesproken wordt over de dag van de Resurrectie. Ook wordt gesproken over de Koranrecitatie en over de druppel die verandert in een bloedklomp, waarvan God de twee geslachten man en vrouw maakt.